# Utterdalen
Utterdalen är ett naturreservat i Skinnskattebergs kommun i Västmanlands län.
Området är naturskyddat sedan 2010 och är 44 hektar stort. Reservatet består av gammal barrskog och i den fuktiga miljön utmed  Utterdalsbäcken många olika arter. 